# Geminihaus

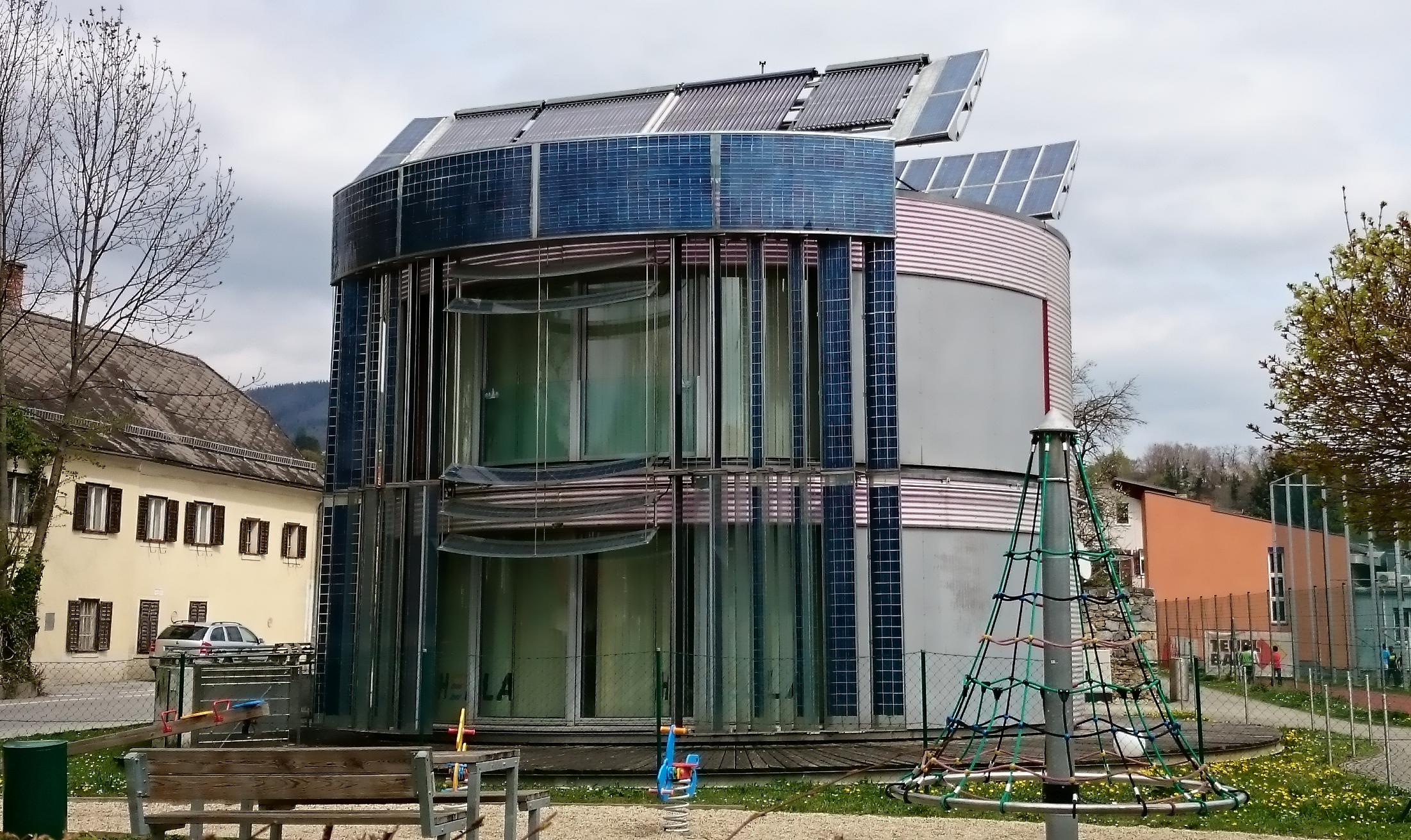
Geminihaus in Weiz

Das Geminihaus ist ein Drehsolarhaus, das anlässlich der Steirischen Landesausstellung 2001 mit dem Motto Energie im Schlosspark der Stadt Weiz (Siegfried-Esterl-Gasse 8) als Prototyp errichtet wurde. Bauherr war die Stadt Weiz, ausführender Architekt Erwin Kaltenegger, der für die Realisierung des Hauses den österreichischen Euro-Solar-Preis 2001 erhalten hat. Das Haus geht zurück auf ein Konzept des ehemaligen Computer-Programmierers Roland Mösl (Salzburg) aus dem Jahr 1991.

## Aufbau
Der Korpus des futuristischen Hauses besteht aus einem stehenden Zylinder von 10,38 m Durchmesser und 7,15 m Höhe. Dieser Zylinder ist auf seinem Betonfundament (zugleich der Keller) drehbar gelagert und wird azimutal dem Tageslauf der Sonne nachgeführt; gleichzeitig werden die auf dem Dach angebrachten Photovoltaik-Module von ca. 70 m² Fläche vertikal dem Sonnenstand nachgeführt. Durch die gute Wärmedämmung und eine thermische Solaranlage mit 10 m² Fläche sowie einer Wärmepumpe und Wärmerückgewinnung ist die Menge des erzeugten Stromes höher als der Energieverbrauch des Hauses, daher ist das Gemini-Haus als Plusenergiehaus einzustufen. Die Wohnfläche beträgt ca. 125 m².

## Name
Der Name Gemini (lateinisch „Zwillinge“) soll die doppelte Rolle des Hauses als Behausung und Kraftwerk zugleich zum Ausdruck bringen, andererseits soll eine Assoziation von der technoiden Gestaltung des Hauses zur pragmatischen, ehrlichen Architektur eines Raumfahrzeuges mit seinen ausgestreckten Solar-Fühlern geschaffen werden.